# سليم اليعقوبي
أبو الإقبال سليم بن حسن اليعقوبي (1880 – 1941) (1297 – 1359 هـ) فقيه مسلم وشاعر وكاتب فلسطيني. ولد في بلدة اللد قرب يافا، وتعلم فيها، ثم التحق بالأزهر في القاهرة فأقام فيه اثني عشر عامًا. عيّن مدرّسًا في جامع يافا، ثم مفتيًا لها 1932. كان يعنت بـحسّان فلسطين واختاره إسماً أدبياً مستعاراً. تقلد عدداً من الوظائف الدينية في سوريا وفلسطين في مجالات التدريس والوعظ والإرشاد والإمامة والخطابة والإفتاء، وكان له تلاميذه، وحضوره الحاشد في المسجد. توفي في مكّة أثناء حجه. له عدة مؤلفات وديوان شعر بعنوان النّظرات السبع وله أيضًا حسنات البراع، ديوان شعره في شبابه.

## سيرته
ولد سليم بن حسن اليعقوبي سنة 1297 هـ/ 1880 م في مدينة اللد ونشأ بها. تعود جذوره إلى مدينة المجدل، وتعلم أولاً على يد أبيه. واصل تعليمه الأولى فيها، ثم هاجر إلى القاهرة والتحق بالأزهر، وقضى به اثنتي عشرة سنة، حيث تلقى العلوم الدينية والعربية، وعاد بعدها إلى وطنه عام 1904.
اشتغل بالتعليم وعمل مدرساً للعلوم الشرعية والأدب في سوريا، ثم مدرّسًا في جامع مدينة يافا. عيّن مفيتًا لها سنة 1932، وتقلد عدداً من الوظائف الحكومية في فلسطين، وكان أخرها الإمامة والخطابة في مسجد حسن بك في حي المنشية من أحياء مدينة يافا بعد عودته من منفاه، حيث كان قد نفي إلى الإسكندرية بعد الانتداب البريطاني لفلسطين.
توفي سليم اليعقوبي وهو يؤدي فريضة الحج عام 1359 هـ/ 1941 م أو يقال 1365 هـ/ 1946 م، ودفن فيها.

## شعره
اختار لنفسه لقب حسان فلسطين للتوقيع على قصائده المنشورة. كان ينشد الشعر، ويلقيه في المحافل والمناسبات الدينية والوطنية والاجتماعية، وينشره في الصحف. له ديوانان حسنات اليراع جمع في شبابه والنظرات السبع وهي مجموعة وخواطر، وذكريات، وأناشيد في العروبة والقومية والوطنية، نشرت سنة 1930. ذكر في معجم البابطين عنه «في نسيج قصائده بقايا التقليد وآثار الاتباع، ومحاولة التجديد وتسمّع الشاعر على ذات نفسه. كتب القصيدة الوطنية، وتفاعل بقوة مع أحداث عصره: شعرًا وقولاً وعملاً، وحاول أن يبتدع شيئًا فكرر لفظ القافية (الزعماء) في سبعة عشر بيتًا متتابعة، وكذلك نظم الرباعيات، والموشحات، وله قدرة على الإطالة، أما قصيدته - وامتدادها - في رثاء ابنته فذات دلالة نفسية وفنية تؤكد اقتداره.»

## مؤلفاته
- «حسنات اليراع»، ديوان شعره في شبابه.
- «حكمة الإسلام»
- «المنهج الرفيع في المعاني والبديع»
- «حسّان بن ثابت»
- «سعوديات»
- «النظرات السبع»، ديوان شعره، 1930.

ولسمير شحادة التميمي «سليم أبو الاقبال اليعقوبي، 1880-1941، حياته وشعره»